# María José Agusto
María José Agusto Álvarez es una médico y máster ecuatoriana, que se ha desempeñado en el liderazgo de varios hospitales del Ecuador, entre los que se encuentra el Hospital de IESS de Los Ceibos y el Hospital del Niño Dr. Francisco de Icaza Bustamante.

## Carrera académica
Se graduó de médico de la Universidad Católica de Santiago de Guayaquil, con diplomado en políticas anticorrupción. También cuenta con diplomados en Telesalud y Telemedicina; y Humanización de Servicios de Salud.
Obtuvo la maestría en gerencia hospitalaria de la Escuela Superior Politécnica del Litoral, y una maestría en Administración Pública. Desde 2023, está cursando una Maestría Oficial en Comunicación Política y realizando un Doctorado Ph.D. en Administración Pública y Privada.
Ejerce como docente de posgrado en Administración de Empresas para la Universidad Agraria del Ecuador.

## Carrera en la salud pública
Durante años tuvo el liderazgo de hospitales de Guayaquil, Yaguachi y Galápagos. Fue directora distrital en El Triunfo y Samborondón.
En noviembre de 2020 fue asignada Gerente General del Hospital General del Norte de Guayaquil IESS Los Ceibos, donde ejerció el cargo durante nueve meses, hasta agosto de 2021, sucediendo al traumatólogo César Vargas Baños, quien estuvo seis meses desde mayo de 2020, luego que fuera separada del cargo Susana Mera León, en el que estaba desde 2018, por ser investigada por su presunta participación en compras con sobreprecio durante los primeros meses de la pandemia, cuando la Gerente Mera firmó un contrato de 1,5 millones de dólares con la proveedora Damarys Bravo Pinargote en mayo. Durante la gerencia de Agusto, destacó a nivel nacional el Hospital del IESS de Los Ceibos, que lo convirtió en un hospital centinela para el manejo de la COVID-19; y se anunció que para el 22 de junio de 2021, más de un año luego de la emergencia de COVID-19, el área de Emergencias disminuyó en su totalidad de pacientes con la enfermedad, sin embargo Agusto aclaró que aún las áreas de hospitalización y de la unidad de cuidados intensivos (UCI) contaban con pacientes de covid. La anestesióloga Ruth Valencia Peso ocupó el cargo de Gerente General al ser precedida por María José Agusto.
Fue Gerente General del Hospital del Niño Dr. Francisco de Icaza Bustamante en Guayaquil. Impulsó mejoras en la atención médica del hospital y gestionó para el Hospital del Niño con la cooperación del gobierno de Turquía, mejoras en la Unidad de Cuidados Intensivos Neonatales, asegurando un 85 % de los medicamentos y dispositivos médicos necesarios. También consiguió respaldo del gobierno de Japón, con el que logró reactivar equipos médicos vitales, para beneficio de los pacientes, como el tomógrafo principal, lo que aumentó la cantidad de cirugías exitosas, que ayudó a niños con tratamientos oncológicos y además restableció el funcionamiento del quirófano de emergencia. El 6 de marzo de 2023, durante su gerencia, participó en el evento inaugural de las jornadas de cirugías cardiovasculares pediátricas, que se realizó de forma gratuita en el Hospital del Niño, de la mano de la Fundación estadounidense CardioStart y la Fundación El Cielo para los Niños de Ecuador, que benefició a treinta y cuatro niños con casos de alta y mediana complejidad, que van desde los 5 meses a los 12 años de edad, en el que se realizó cinco cirugías por día.

## Publicaciones
Contribuyó como articulista en temas de salud pública en el Journal of American Health, una revista indexada en Latindex.
En 2024 publicó los libros “Prescribiendo el Cambio en la Gestión Pública de Ecuador” y “Hacia un Futuro Saludable: Estrategias para la Sostenibilidad en el Sistema de Salud Ecuatoriano”, sobre la transformación del sistema de salud ecuatoriano y la contratación pública en salud, que tienen el objetivo de ser una guía práctica para médicos, gestores públicos, investigadores y académicos.

## Reconocimientos

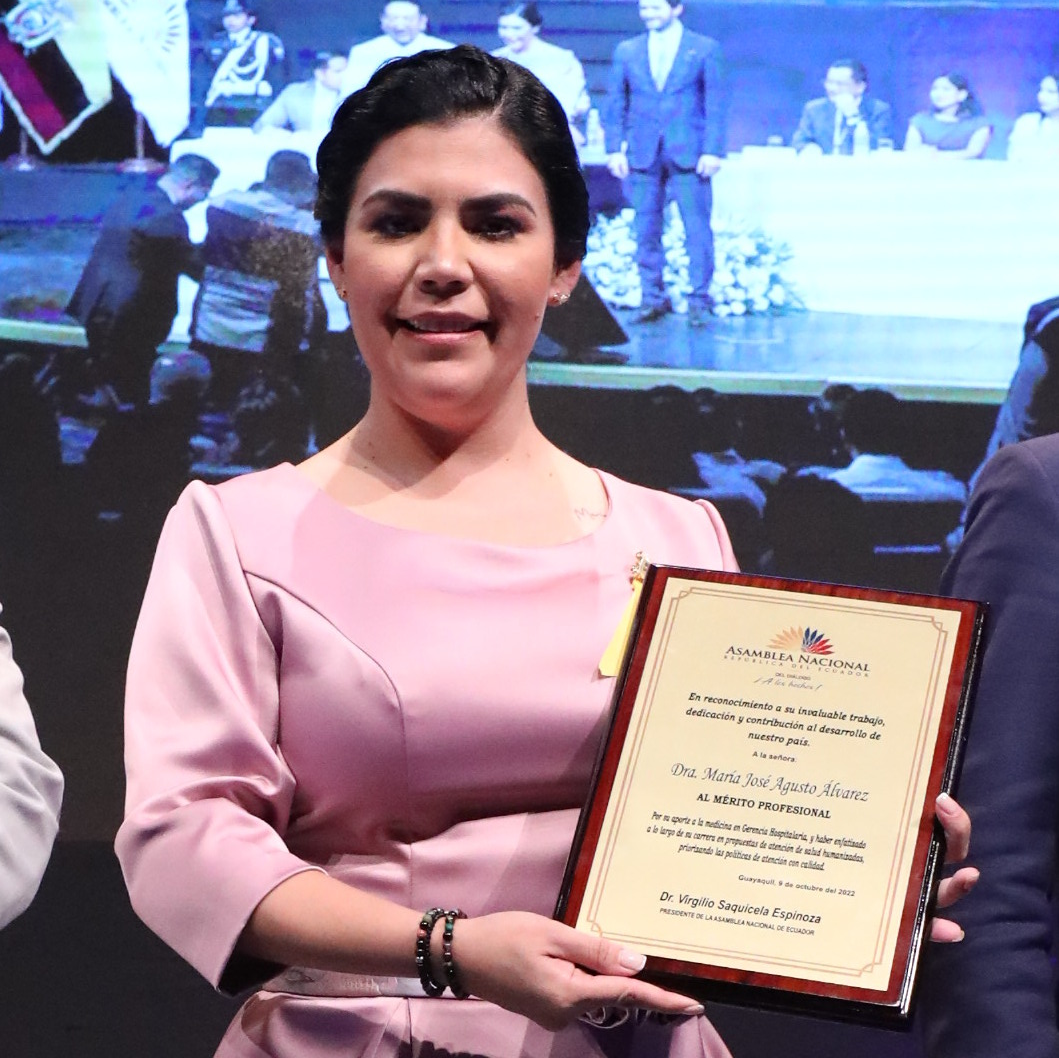
María Jose Agusto Álvarez en 2022

En noviembre de 2023 recibió un galardón en Bogotá, por la Cámara de Representantes del Congreso de la República de Colombia con la distinción «Orden de la Democracia Simón Bolívar» en el grado de Cruz Oficial, por su labor como administradora en el ámbito de la salud pública y su significativo aporte a la ciencia y la educación superior.
También obtuvo la distinción 'AWARD WEF' y 'Exceptional Women of Excellence', del Women Economic Forum Ecuador, en Quito.
En marzo de 2024, le otorgaron en Quito, el grado doctor honoris causa y recibió la “Medalla de las Américas por los Derechos Universales”, por la Universidad de Artes y Oficios de México y la Universidad Empresarial de México, en vinculación con la Nueva Generación de los Derechos Humanos México, sede Ecuador.